# Film con maggiori incassi in Francia

Logo di Titanic (1997), il film con il maggior incasso in Francia

Questa è la lista dei film di maggior incasso in Francia.

## Film con gli incassi più alti
| n°  | Film                                            | Biglietti venduti | Anno |
| --- | ----------------------------------------------- | ----------------- | ---- |
| 1   | Titanic                                         | 22,295,045        | 1998 |
| 2   | Giù al Nord                                     | 20,489,303        | 2008 |
| 3   | Quasi amici - Intouchables                      | 19,490,688        | 2011 |
| 4   | Biancaneve e i sette nani                       | 18,290,843        | 1938 |
| 5   | Tre uomini in fuga                              | 17,317,745        | 1966 |
| 6   | Via col vento                                   | 16,719,236        | 1950 |
| 7   | Avatar                                          | 15,340,969        | 2009 |
| 8   | Asterix & Obelix - Missione Cleopatra           | 14,967,407        | 2002 |
| 9   | C'era una volta il West                         | 14,862,764        | 1969 |
| 10  | Il libro della giungla                          | 14,695,741        | 1967 |
| 11  | La carica dei cento e uno                       | 14,660,594        | 1961 |
| 12  | I dieci comandamenti                            | 14,229,745        | 1956 |
| 13  | Avatar - La via dell'acqua                      | 14,000,537        | 2022 |
| 14  | Ben-Hur                                         | 13,826,124        | 1960 |
| 15  | I visitatori                                    | 13,782,991        | 1993 |
| 16  | Il ponte sul fiume Kwai                         | 13,481,750        | 1957 |
| 17  | Cenerentola                                     | 13,226,772        | 1950 |
| 18  | Don Camillo                                     | 12,791,168        | 1952 |
| 19  | La grande illusione                             | 12,500,000        | 1937 |
| 20  | Gli Aristogatti                                 | 12,481,726        | 1971 |
| 21  | Non sposate le mie figlie!                      | 12,366,033        | 2014 |
| 22  | Il giorno più lungo                             | 11,933,629        | 1962 |
| 23  | Colpo grosso ma non troppo                      | 11,739,783        | 1965 |
| 24  | Lilli e il vagabondo                            | 11,175,716        | 1955 |
| 25  | A Little Something Extra                        | 10,820,828        | 2024 |
| 26  | Il re leone                                     | 10,718,727        | 1994 |
| 27  | Bambi                                           | 10,679,571        | 1948 |
| 28  | Star Wars - Il risveglio della Forza            | 10,507,561        | 2015 |
| 29  | Les bronzés 3: amis pour la vie                 | 10,355,930        | 2006 |
| 30  | Taxxi 2                                         | 10,345,901        | 2000 |
| 31  | Tre uomini e una culla                          | 10,251,465        | 1985 |
| 32  | I cannoni di Navarone                           | 10,197,729        | 1961 |
| 33  | Il re leone                                     | 10,017,955        | 2019 |
| 34  | I miserabili                                    | 9,940,533         | 1957 |
| 35  | La guerra dei bottoni                           | 9,936,391         | 1962 |
| 36  | Il dottor Živago                                | 9,816,054         | 1966 |
| 37  | Ventimila leghe sotto i mari                    | 9,619,259         | 1955 |
| 38  | Harry Potter e la pietra filosofale             | 9,608,331         | 2001 |
| 39  | Alla ricerca di Nemo                            | 9,528,033         | 2003 |
| 40  | Il più grande spettacolo del mondo              | 9,488,114         | 1952 |
| 41  | E.T. l'extra-terrestre                          | 9,415,886         | 1982 |
| 42  | The Count of Monte Cristo                       | 9,380,072         | 2024 |
| 43  | La cena dei cretini                             | 9,247,001         | 1998 |
| 44  | Le Grand Bleu                                   | 9,194,343         | 1988 |
| 45  | Harry Potter e la camera dei segreti            | 9,144,701         | 2002 |
| 46  | L'orso                                          | 9,136,266         | 1988 |
| 47  | Asterix & Obelix contro Cesare                  | 8,948,624         | 1999 |
| 48  | Emmanuelle                                      | 8,893,996         | 1974 |
| 49  | La vacca e il prigioniero                       | 8,844,199         | 1959 |
| 50  | La grande fuga                                  | 8,756,631         | 1963 |
| 51  | West Side Story                                 | 8,719,610         | 1962 |
| 52  | Les choristes - I ragazzi del coro              | 8,689,891         | 2004 |
| 53  | Il favoloso mondo di Amélie                     | 8,670,926         | 2001 |
| 54  | Le Bataillon du ciel                            | 8,649,691         | 1947 |
| 55  | Inside Out 2                                    | 8,427,652         | 2024 |
| 56  | Per chi suona la campana                        | 8,274,596         | 1947 |
| 57  | Il grande dittatore                             | 8,269,894         | 1945 |
| 58  | Niente da dichiarare?                           | 8,150,825         | 2011 |
| 59  | Violette imperiali                              | 8,125,766         | 1952 |
| 60  | I visitatori 2 - Ritorno al passato             | 8,043,129         | 1998 |
| 61  | Star Wars - Episodio I - La minaccia fantasma   | 7,975,313         | 1999 |
| 62  | Un indiano in città                             | 7,870,802         | 1994 |
| 63  | Tarzan                                          | 7,859,751         | 1999 |
| 64  | Oceania 2                                       | 7,845,632         | 2024 |
| 65  | Ratatouille                                     | 7,845,210         | 2007 |
| 66  | Pinocchio                                       | 7,835,702         | 1946 |
| 67  | La Vérité si je mens! 2                         | 7,826,393         | 2001 |
| 68  | Una ragazza a Saint-Tropez                      | 7,809,334         | 1964 |
| 69  | L'era glaciale 3 - L'alba dei dinosauri         | 7,803,757         | 2009 |
| 70  | The Sixth Sense - Il sesto senso                | 7,799,130         | 2000 |
| 71  | Il conte di Montecristo                         | 7,780,642         | 1955 |
| 72  | Harry Potter e il calice di fuoco               | 7,731,601         | 2005 |
| 73  | Il quinto elemento                              | 7,727,697         | 1997 |
| 74  | Arancia meccanica                               | 7,602,396         | 1971 |
| 75  | Cinque matti al servizio di leva                | 7,460,911         | 1971 |
| 76  | La famiglia Bélier                              | 7,450,944         | 2014 |
| 77  | Il ritorno di don Camillo                       | 7,425,550         | 1953 |
| 78  | Frozen II - Il segreto di Arendelle             | 7,401,300         | 2019 |
| 79  | Il Signore degli Anelli - Il ritorno del re     | 7,393,904         | 2003 |
| 80  | Spider-Man: No Way Home                         | 7,387,844         | 2021 |
| 81  | Super Mario Bros. - Il film                     | 7,375,873         | 2023 |
| 82  | Le folli avventure di Rabbi Jacob               | 7,295,727         | 1973 |
| 83  | Aladdin                                         | 7,280,423         | 1993 |
| 84  | Balla coi lupi                                  | 7,280,124         | 1991 |
| 85  | Le avventure di Peter Pan                       | 7,255,475         | 1953 |
| 86  | Star Wars - Episodio III - La vendetta dei Sith | 7,247,809         | 2005 |
| 87  | Jean de Florette                                | 7,223,657         | 1986 |
| 88  | Le avventure di Bianca e Bernie                 | 7,219,476         | 1977 |
| 89  | Shrek 2                                         | 7,185,626         | 2004 |
| 90  | Harry Potter e il prigioniero di Azkaban        | 7,138,548         | 2004 |
| 91  | Sansone e Dalila                                | 7,116,442         | 1951 |
| 92  | Giovanna d'Arco                                 | 7,092,586         | 1949 |
| 93  | La capra                                        | 7,079,674         | 1981 |
| 94  | Star Wars - Gli ultimi Jedi                     | 7,076,549         | 2017 |
| 95  | Il Signore degli Anelli - Le due torri          | 7,070,194         | 2002 |
| 96  | Monsieur Vincent                                | 7,055,290         | 1947 |
| 97  | I magnifici sette                               | 7,037,826         | 1961 |
| 98  | Giorno di festa                                 | 7,027,487         | 1949 |
| 99  | Skyfall                                         | 7,003,902         | 2012 |
| 100 | Le grandi vacanze                               | 6,986,917         | 1967 |

## Produzioni francesi
Di seguito sono elencati i 100 film francesi con il maggior numero di spettatori in Francia al 31 luglio 2020.
| n°  | Film                                          | Biglietti venduti | Anno |
| --- | --------------------------------------------- | ----------------- | ---- |
| 1   | Giù al Nord                                   | 20,489,303        | 2008 |
| 2   | Quasi amici - Intouchables                    | 19,490,688        | 2011 |
| 3   | Tre uomini in fuga                            | 17,267,607        | 1966 |
| 4   | Asterix & Obelix - Missione Cleopatra         | 14,559,509        | 2002 |
| 5   | I visitatori                                  | 13,782,991        | 1993 |
| 6   | Don Camillo                                   | 12,791,168        | 1952 |
| 7   | Non sposate le mie figlie!                    | 12,366,033        | 2014 |
| 8   | Colpo grosso ma non troppo                    | 11,739,783        | 1965 |
| 9   | Les bronzés 3: amis pour la vie               | 10,355,928        | 2006 |
| 10  | Taxxi 2                                       | 10,345,901        | 2000 |
| 11  | Tre uomini e una culla                        | 10,251,465        | 1985 |
| 12  | I miserabili                                  | 9,940,533         | 1957 |
| 13  | La guerra dei bottoni                         | 9,936,391         | 1962 |
| 14  | La cena dei cretini                           | 9,247,001         | 1998 |
| 15  | Le Grand Bleu                                 | 9,194,343         | 1988 |
| 16  | L'orso                                        | 9,136,266         | 1988 |
| 17  | Asterix & Obelix contro Cesare                | 8,948,624         | 1999 |
| 18  | Emmanuelle                                    | 8,893,996         | 1974 |
| 19  | La vacca e il prigioniero                     | 8,844,199         | 1959 |
| 20  | Le Bataillon du ciel                          | 8,649,691         | 1947 |
| 21  | Il favoloso mondo di Amélie                   | 8,636,041         | 2001 |
| 22  | Les choristes - I ragazzi del coro            | 8,636,016         | 2004 |
| 23  | Niente da dichiarare?                         | 8,150,825         | 2011 |
| 24  | Violette imperiali                            | 8,125,766         | 1952 |
| 25  | I visitatori 2 - Ritorno al passato           | 8,043,129         | 1998 |
| 26  | Un indiano in città                           | 7,870,802         | 1994 |
| 27  | La Vérité si je mens! 2                       | 7,826,393         | 2001 |
| 28  | Una ragazza a Saint-Tropez                    | 7,809,334         | 1964 |
| 29  | Il conte di Montecristo                       | 7,780,642         | 1955 |
| 30  | Il quinto elemento                            | 7,727,697         | 1997 |
| 31  | Cinque matti al servizio di leva              | 7,460,911         | 1971 |
| 32  | La famiglia Bélier                            | 7,450,944         | 2014 |
| 33  | Il ritorno di don Camillo                     | 7,425,550         | 1953 |
| 34  | Le folli avventure di Rabbi Jacob             | 7,295,727         | 1973 |
| 35  | Jean de Florette                              | 7,223,657         | 1986 |
| 36  | La capra                                      | 7,079,674         | 1981 |
| 37  | Monsieur Vincent                              | 7,055,290         | 1947 |
| 38  | Giorno di festa                               | 7,027,487         | 1949 |
| 39  | Le grandi vacanze                             | 6,986,917         | 1967 |
| 40  | Versailles                                    | 6,986,788         | 1954 |
| 41  | Vite vendute                                  | 6,944,306         | 1953 |
| 42  | Les Trois Frères                              | 6,897,098         | 1995 |
| 43  | Michele Strogoff                              | 6,868,854         | 1956 |
| 44  | Calma ragazze, oggi mi sposo                  | 6,828,626         | 1968 |
| 45  | Asterix alle Olimpiadi                        | 6,817,803         | 2008 |
| 46  | Mission spéciale                              | 6,781,120         | 1946 |
| 47  | Fanfan la Tulipe                              | 6,726,744         | 1952 |
| 48  | Qu'est-ce qu'on a encore fait au Bon Dieu?    | 6,711,618         | 2019 |
| 49  | Nous irons à Paris                            | 6,658,693         | 1950 |
| 50  | Manon delle sorgenti                          | 6,645,177         | 1986 |
| 51  | Taxxi                                         | 6,522,121         | 1998 |
| 52  | Arthur e il popolo dei Minimei                | 6,396,989         | 2006 |
| 53  | Cucina al burro                               | 6,396,529         | 1963 |
| 54  | Sinfonia pastorale                            | 6,373,123         | 1946 |
| 55  | My Father's Glory                             | 6,291,402         | 1990 |
| 56  | Il gendarme e gli extraterrestri              | 6,280,070         | 1979 |
| 57  | Pas si bête                                   | 6,195,419         | 1946 |
| 58  | Marche à l'ombre                              | 6,168,425         | 1984 |
| 59  | Germinal                                      | 6,161,776         | 1993 |
| 60  | Taxxi 3                                       | 6,151,691         | 2003 |
| 61  | La Certosa di Parma                           | 6,151,521         | 1948 |
| 62  | Eroi senza armi                               | 6,138,877         | 1946 |
| 63  | Io, due figlie, tre valigie                   | 6,122,041         | 1967 |
| 64  | Morire d'amore                                | 5,912,404         | 1970 |
| 65  | Il commissadro                                | 5,882,397         | 1984 |
| 66  | L'ala o la coscia?                            | 5,842,400         | 1976 |
| 67  | La spada degli Orléans                        | 5,826,584         | 1959 |
| 68  | Soldi proibiti                                | 5,793,034         | 1995 |
| 69  | Cinque matti allo stadio                      | 5,744,270         | 1972 |
| 70  | Andalousie                                    | 5,735,113         | 1951 |
| 71  | Operazione Apfelkern                          | 5,727,203         | 1946 |
| 72  | I santissimi                                  | 5,726,031         | 1974 |
| 73  | A noi le inglesine!                           | 5,704,446         | 1977 |
| 74  | La Verità                                     | 5,692,390         | 1960 |
| 75  | Notre-Dame de Paris                           | 5,687,222         | 1956 |
| 76  | Les Tuche 3                                   | 5,687,200         | 2018 |
| 77  | Ti ripresento i tuoi                          | 5,626,049         | 2018 |
| 78  | Mania di grandezza                            | 5,562,576         | 1971 |
| 79  | Il cervello                                   | 5,547,305         | 1969 |
| 80  | Legittima difesa                              | 5,544,721         | 1947 |
| 81  | Si salvi chi può                              | 5,542,796         | 1968 |
| 82  | Il piccolo Nicolas e i suoi genitori          | 5,520,562         | 2009 |
| 83  | Tre gendarmi a New York                       | 5,495,045         | 1965 |
| 84  | Camping                                       | 5,491,412         | 2006 |
| 85  | Piccole bugie tra amici                       | 5,457,251         | 2010 |
| 86  | L'asso degli assi                             | 5,452,593         | 1982 |
| 87  | Il vizietto                                   | 5,406,614         | 1978 |
| 88  | Napoleone Bonaparte                           | 5,405,252         | 1955 |
| 89  | Papà, mammà, la cameriera ed io...            | 5,374,131         | 1954 |
| 90  | Operation Swallow: The Battle for Heavy Water | 5,373,377         | 1948 |
| 91  | Fate largo ai moschettieri!                   | 5,354,839         | 1953 |
| 92  | Les Spécialistes                              | 5,319,564         | 1985 |
| 93  | L'apparenza inganna                           | 5,317,858         | 2000 |
| 94  | Marsupilami                                   | 5,304,366         | 2012 |
| 95  | Grandi manovre                                | 5,302,076         | 1955 |
| 96  | La giumenta verde                             | 5,272,066         | 1959 |
| 97  | Supercondriaco - Ridere fa bene alla salute   | 5,269,924         | 2014 |
| 98  | Joss il professionista                        | 5,243,511         | 1981 |
| 99  | La Vie en rose                                | 5,242,769         | 2007 |
| 100 | Lucy                                          | 5,203,226         | 2014 |

## Film francese più popolare per stagione/anno
| Stagione/anno | Film                                                | Biglietti venduti | Nota                 |
| ------------- | --------------------------------------------------- | ----------------- | -------------------- |
| 1945/46       | La Bataille du rail                                 | 5,260,000         | [ 2 ]                |
| 1946/47       | La Symphonie Pastorale                              | 6,320,000         | [ 2 ]                |
| 1947/48       | Monsieur Vincent                                    | 6,850,000         | [ 2 ]                |
| 1948/49       | Operation Swallow: The Battle for Heavy Water       | 4,880,000         | [ 2 ]                |
| 1949/50       | Barry                                               | 4,050,000         | [ 2 ]                |
| 1950/51       | Nous irons à Paris                                  | 6,190,000         | [ 2 ]                |
| 1951/52       | Fanfan la Tulipe                                    | 5,770,000         | [ 2 ]                |
| 1952/53       | Le Petit Monde de Don Camillo                       | 12,280,000        | [ 2 ]                |
| 1953/54       | Royal Affairs in Versailles                         | 6,650,000         | [ 2 ]                |
| 1954/55       | Papa, maman, la bonne et moi                        | 5,320,000         | [ 2 ]                |
| 1955/56       | Napoléon                                            | 5,160,000         | [ 2 ]                |
| 1956/57       | Michel Strogoff                                     | 6,490,000         | [ 2 ]                |
| 1957/58       | Les Misérables (Part One)/Les Misérables (Part Two) | 4,730,000         | [ 2 ]                |
| 1958/59       | Young Sinners (Les Tricheurs)                       | 4,800,000         | [ 2 ]                |
| 1959/60       | La Vache et le Prisonnier                           | 7,850,000         | [ 2 ]                |
| 1960/61       | La Vérité                                           | 5,500,000         | [ 2 ]                |
| 1961/62       | War of the Buttons                                  | 7,300,000         | [ 2 ]                |
| 1962/63       | Any Number Can Win                                  | 3,250,000         | [ 2 ]                |
| 1963/64       | La Cuisine au Beurre                                | 5,230,000         | [ 2 ]                |
| 1964/65       | Le Corniaud                                         | 9,100,000         | [ 2 ]                |
| 1965/66       | Gendarme in New York                                | 4,840,000         | [ 2 ]                |
| 1966/67       | La Grande Vadrouille                                | 14,860,000        | [ 2 ]                |
| 1967/68       | Les grandes vacances                                | 5,670,000         | [ 2 ]                |
| 1968/69       | Le gendarme se marie                                | 6,230,000         | [ 2 ]                |
| 1969/70       | The Sicilian Clan                                   | 4,610,000         | [ 2 ]                |
| 1970/71       | Mourir d'aimer                                      | 5,900,000         | [ 2 ]                |
| 1971/72       | Les Bidasses en folie                               | 6,890,000         | [ 2 ]                |
| 1972/73       | Stadium Nuts                                        | 5,050,000         | [ 2 ]                |
| 1973/74       | The Mad Adventures of Rabbi Jacob                   | 6,410,000         | [ 2 ]                |
| 1974/75       | Emmanuelle                                          | 6,090,000         | [ 2 ]                |
| 1975/76       | À nous les petites Anglaises                        | 5,290,000         | [ 2 ]                |
| 1976/77       | L'Aile ou la cuisse                                 | 4,300,000         | [ 2 ]                |
| 1977/78       | L'Animal                                            | 3,000,000         | [ 2 ]                |
| 1978/79       | Le gendarme et les extra-terrestres                 | 6,020,000         | [ 2 ]                |
| 1980          | La Boum                                             | 4,378,430         | [ 3 ]                |
| 1981          | La Chèvre                                           | 7,079,674         | [ 4 ]                |
| 1982          | L'as des as                                         | 5,452,593         | [ 5 ]                |
| 1983          | L'estate assassina                                  | 5,137,040         | [ 6 ]                |
| 1984          | L'amico sfigato                                     | 6,168,425         | [ 7 ]                |
| 1985          | Tre uomini e una culla                              | 10,251,465        | [ 8 ]                |
| 1986          | Jean de Florette                                    | 7,223,657         | [ 9 ]                |
| 1987          | Au revoir les enfants                               | 3,488,460         | [ 10 ]               |
| 1988          | The Big Blue                                        | 9,074,317         | [ 11 ]               |
| 1989          | Trop belle pour toi                                 | 2,031,131         | [ 12 ]               |
| 1990          | My Father's Glory                                   | 6,291,402         | [ 13 ]               |
| 1991          | Une époque formidable...                            | 1,672,754         | [ 14 ]               |
| 1992          | Indochine                                           | 3,198,663         | [ 15 ]               |
| 1993          | Les Visiteurs                                       | 13,782,991        | [ 16 ]               |
| 1994          | Léon: The Professional                              | 3,350,000         |                      |
| 1995          | Un indien dans la ville                             | 5,616,000         |                      |
| 1996          | Pédale douce                                        | 4,162,380         | [ 17 ]               |
| 1997          | The Fifth Element                                   | 7,727,697         | [ 18 ]               |
| 1998          | Le Dîner de Cons                                    | 8,583,366         | [ 19 ] [ 20 ] [ 21 ] |
| 1999          | Asterix & Obelix Take On Caesar                     | 8,948,624         | [ 22 ] [ 23 ]        |
| 2000          | Taxi 2                                              | 10,345,901        | [ 24 ]               |
| 2001          | Amélie                                              | 8,173,491         | [ 25 ] [ 26 ]        |
| 2002          | Asterix & Obelix: Mission Cleopatra                 | 14,559,509        | [ 27 ]               |
| 2003          | Taxi 3                                              | 6,151,691         | [ 28 ]               |
| 2004          | The Chorus                                          | 8,636,016         | [ 29 ]               |
| 2005          | Brice de Nice                                       | 4,424,136         | [ 30 ]               |
| 2006          | Les Bronzés 3: Amis pour la vie                     | 10,355,928        | [ 31 ]               |
| 2007          | La Vie en Rose                                      | 5,242,769         | [ 32 ]               |
| 2008          | Bienvenue chez les Ch'tis                           | 20,489,383        | [ 33 ]               |
| 2009          | Le petit Nicolas                                    | 5,520,562         | [ 34 ]               |
| 2010          | Little White Lies                                   | 5,457,251         | [ 35 ]               |
| 2011          | The Intouchables                                    | 16,888,372        | [ 36 ]               |
| 2012          | Sur la piste du Marsupilami                         | 5,304,366         | [ 37 ]               |
| 2013          | Serial Teachers                                     | 3,957,176         | [ 38 ]               |
| 2014          | Qu'est-ce qu'on a fait au Bon Dieu ?                | 12,366,033        | [ 39 ]               |
| 2015          | The New Adventures of Aladdin                       | 4,439,602         | [ 40 ]               |
| 2016          | Les Tuche 2                                         | 4,619,897         | [ 41 ]               |
| 2017          | Raid dingue                                         | 4,571,310         | [ 42 ]               |
| 2018          | Les Tuche 3                                         | 5,687,200         | [ 43 ]               |
| 2019          | Qu'est-ce qu'on a encore fait au Bon Dieu ?         | 6,711,618         | [ 44 ]               |
| 2020          | Adieu les cons                                      | 1,993,197         | [ 45 ]               |
| 2021          | Kaamelott: The First Chapter                        | 2,645,727         | [ 46 ]               |
| 2022          | Simone Veil, A Woman of the Century                 | 2,372,793         | [ 47 ] [ 48 ]        |
| 2023          | Asterix & Obelix: The Middle Kingdom                | 4,598,637         | [ 49 ]               |
| 2024          | A Little Something Extra                            | 10,820,828        | [ 50 ]               |